# Rudi Hirsch
Rudi Hirsch (* 20. November 1931 in Canena, heute zu Halle (Saale); gestorben am 27. November 2021) war ein deutscher Handballspieler.

## Leben
Hirsch begann 1947 als Handballer bei Empor Halle. Nachdem er den Beruf eines Elektromechanikers erlernt hatte, ging er zur Deutschen Volkspolizei (DVP), die ihn im Februar 1956 zum SC Dynamo Berlin delegierte. Nach seiner aktiven sportlichen Laufbahn wurde er Diplomsportlehrer und war von 1966 bis 1976 als Trainer tätig. Danach war er in der Abteilung Technik und Entwicklung der Sportvereinigung Dynamo beschäftigt. 1990 wurde er als Major bzw. Polizeirat in die Rente verabschiedet.

## Sportkarriere
Er war mit insgesamt 49 Einsätzen auf dem Großfeld der Rekordnationalspieler der DDR (und Gesamtdeutschlands) im Feldhandball. Drei dieser Länderspiele bestritt er für die gesamtdeutsche Mannschaft bei der Weltmeisterschaft 1959. In seine aktive Zeit fiel der Wechsel des Handballs vom Großfeld in die Halle.
Rudi Hirsch spielte in der gemeinsamen deutschen Mannschaft, die bei der Feldhandball-Weltmeisterschaft 1959 Weltmeister wurde sowie bei der Hallenhandball-WM 1958 den 3. Platz und bei Hallenhandball-Weltmeisterschaft 1961 den 4. Platz errang. Für die Nationalmannschaft der DDR spielte er bei der Feldhandball-Weltmeisterschaft 1963, bei der er mit der Mannschaft der DDR wieder Weltmeister wurde, sowie bei der Hallenhandball-WM 1964.
Insgesamt bestritt er 92 Länderspiele, in denen er 257 Treffer erzielte, davon 49 Spiele und 154 Tore auf dem Großfeld (darunter 3 Spiele und 10 Tore für die gesamtdeutsche Mannschaft) sowie 43 Spiele und 103 Tore in der Halle (inklusive 11/39 für Gesamtdeutschland).
1963 wurde ihm der Vaterländische Verdienstorden in Bronze verliehen.